# (817) Annika
(817) Annika es un asteroide perteneciente al cinturón de asteroides descubierto el 6 de febrero de 1916 por Maximilian Franz Wolf desde el observatorio de Heidelberg-Königstuhl, Alemania.
Se desconoce el origen del nombre.